# Trosa kommun
Trosa kommun är en kommun i Södermanlands län. Centralort är Trosa.
Majoriteten av Trosa kommun är klätt med skog. På fastlandet finns dock stora jordbruksområden. Trosa skärgård består av skog och hagmark. Urkalksten har på sina håll gett upphov till en rikhaltig flora. Det kustnära läget gav tidigare upphov till att näringslivet dominerades av relaterade näringar. Dessa har dock senare ersatts av ett mer differentierat näringsliv där turist-, handels- och servicenäringarna har en betydande roll.
Sedan kommunen bildades 1992 har befolkningstrenden varit positiv. Borgerliga partier har styrt kommunen sedan 2006.

## Administrativ historik
Kommunens område motsvarar socknarna Trosa, Vagnhärad och Västerljung. I dessa socknar bildades vid kommunreformen 1862 landskommuner med motsvarande namn. I området fanns även Trosa stad som 1863 bildade en stadskommun.
Trosa-Vagnhärads landskommun bildades 1926 av Trosa och Vagnhärads landskommuner. Vid kommunreformen 1952 sammanlades denna kommun med Västerljungs landskommun som fick det nygamla namnet Vagnhärads landskommun. 
En första Trosa kommun bildades vid kommunreformen 1971 genom en ombildning av Trosa stad. Samtidigt, 1971, bildades Vagnhärads kommun genom en ombildning av Vagnhärads landskommun. 1974 uppgick Trosa och Vagnhärads kommuner i Nyköpings kommun, varur 1992 utbröts ett område motsvarande de två tidigare kommunerna vilka bildade en egen kommun under det nygamla namnet Trosa kommun.
Den 26 maj 2013 hölls en folkomröstning i kommunen om huruvida Trosa skulle byta län från Södermanlands län och landsting till Stockholms län och landsting. 63 % av de röstberättigade deltog i valet och svaret blev nej, då 41,2 % var för länsbyte och 58,6 % var emot.
Kommunen ingår sedan bildandet i Nyköpings tingsrätts domsaga.
Kommunen ingår sedan 2014 i förvaltningsområdet för finska.

## Geografi

### Topografi och hydrografi
Den del av Trosa som är belägen på fastlandet utgörs av ett jordbrukslandskap med stora uppodlade områden. Området har höga botaniska och landskapsmässiga värden, i synnerhet områdena kring Stensunds folkhögskola och Tureholm. Urberg bevuxen med skog tar över väster om Hållsviken, det inkluderar även sjöar och mindre uppodlade områden. Unika områden finns även i Trosa skärgård. Som exempel kan nämnas Askö, med både öppna betade hagmarker och  barrskogar, och Persö, vars berggrund utgörs  av urkalksten med inslag av diabaser och grönstenar. På flera platser har urkalkstenen  gett upphov till en rikhaltig flora.
Nedan presenteras andelen av den totala ytan 2020 i kommunen jämfört med riket.
|  | Bebyggelse (9,1 %) |

|  | Skog (58,2 %) |

|  | Öppen myrmark (0,8 %) |

|  | Jordbruksmark (19,1 %) |

|  | Övrig mark (12,8 %) |

|  | Bebyggelse (3,1 %) |

|  | Skog (68,0 %) |

|  | Öppen myrmark (7,2 %) |

|  | Jordbruksmark (7,4 %) |

|  | Övrig mark (14,3 %) |

### Naturskydd
År 2023 fanns 15 naturreservat i Trosa kommun. Som exempel kan nämnas skärgårdsreservatet Tyvudden som bildades 2015. Området omfattar 502,6 hektar lövskog, hassellund, barrskog, havsstrandäng och marina miljöer. I de grunda vikarna finns skyddsvärda kransalger och ålgräsängar. Ett annat exempel på reservat i Östersjön är Bokö-Askö som bildades 1975. Reservatet är 272 hektar åkermark, träd- och buskbärande naturbetesmark, havsstrandäng, ädellövmiljöer, barrskog med lövinslag, små öar och skär samt öppet vatten. I reservatet finns rikt med blåmusslor.

### Administrativ indelning
Fram till 2016 var kommunen för befolkningsrapportering indelad i en enda församling: Trosa församling

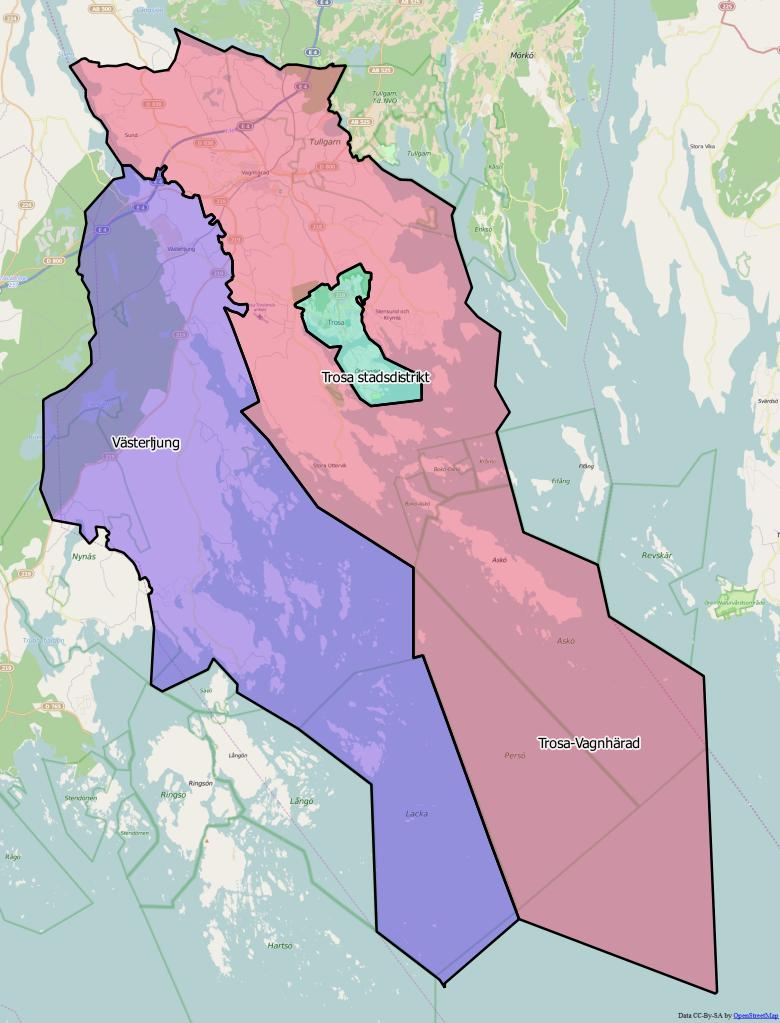
Distrikt inom Trosa kommun

Från 2016 indelas kommunen istället i tre distrikt:
- Trosa stadsdistrikt
- Trosa-Vagnhärad
- Västerljung

### Tätorter
Vid tätortsavgränsningen av Statistiska centralbyrån den 31 december 2020 fanns det sju tätorter i Trosa kommun. 
| Nr | Tätort      | Folkmängd |
| -- | ----------- | --------- |
| 1  | Trosa       | 7 295     |
| 2  | Vagnhärad   | 3 976     |
| 3  | Västerljung | 388       |
| 4  | Sund        | 343       |
| 5  | Stensund    | 270       |
| 6  | Åda         | 215       |
| 7  | Lagnöviken  | 201       |

Centralorten är i fet stil.

## Styre och politik

### Styre
Kommunen har styrts av Alliansen sedan 2006. Partierna behöll makten även efter valet 2022.

### Kommunfullmäktige

#### Presidium
| Presidium 2022–2026    | Presidium 2022–2026 | Presidium 2022–2026 |
| ---------------------- | ------------------- | ------------------- |
| Ordförande             | M                   | Ann Larson          |
| Förste vice ordförande | M                   | Margareta Wallin    |
| Andre vice ordförande  | S                   | Sam Dandemar        |

#### Mandatfördelning 1991–2022
|  | 13 |  | 2 | 4 | 5 | 2 | 11 |

| 24 | 15 |

|  | 15 | 2 | 3 | 4 |  | 9 |

| 19 | 16 |

| 3 | 12 | 2 | 2 | 2 | 4 | 10 |

| 20 | 15 |

| 2 | 15 |  | 2 | 4 | 2 | 9 |

| 20 | 15 |

| 13 |  |  | 2 | 3 | 2 | 13 |

| 21 | 14 |

| 9 | 2 |  |  |  | 3 |  | 17 |

| 18 | 17 |

|  | 9 | 3 | 3 | 2 | 2 |  | 14 |

| 19 | 16 |

| 2 | 8 | 2 | 4 | 2 | 2 |  | 14 |

| 18 | 17 |

| 2 | 8 |  | 4 | 2 |  |  | 16 |

| 18 | 17 |

För valresultat äldre än 1991, se tidigare kommuntillhörighet; Nyköpings kommun.

### Nämnder

#### Kommunstyrelse
Kommunstyrelsen i Trosa kommun består av 11 ordinarie ledamöter. För sitt arbete finns tre utskott tillhörande kommunstyrelsen: Kommunstyrelsens arbetsutskott, Kommunstyrelsens hållbarhetsutskott samt Kommunstyrelsens planutskott.
Kommunstyrelsens arbetsutskott fungerar även som krisledningsnämnd.
| Presidium 2022–2026    | Presidium 2022–2026 | Presidium 2022–2026  |
| ---------------------- | ------------------- | -------------------- |
| Ordförande             | M                   | Daniel Portnoff      |
| Förste vice ordförande | L                   | Bengt-Eric Sandström |
| Andre vice ordförande  | S                   | Magnus Johansson     |

#### Övriga nämnder
| Nämnd                      | Ordförande | Ordförande       | Förste vice ordförande | Förste vice ordförande | Andre vice ordförande | Andre vice ordförande |
| -------------------------- | ---------- | ---------------- | ---------------------- | ---------------------- | --------------------- | --------------------- |
| Humanistiska nämnden       | M          | Michael Swedberg | M                      | Lena Isoz              | S                     | Conny Velén           |
| Krisledningsnämnden        | M          | Daniel Portnoff  | S                      | Magnus Johansson       |                       |                       |
| Kultur- och fritidsnämnden | M          | Lena Isoz        | L                      | Göran Hammarlund       | S                     | Lennart Tällö         |
| Miljönämnden               | KD         | Anders Tholerud  | MP                     | Marina Fallai          |                       |                       |
| Samhällsbyggnadsnämnden    | M          | Dan Larson       | M                      | Ulf Struwe             | S                     | Karin Bråth           |
| Teknik- och servicenämnden | C          | John Carlsson    | M                      | Zeth Nyström           | S                     | Madelen Grahn         |
| Valnämnden                 | M          | Dan Larson       | S                      | Sam Dandemar           |                       |                       |
| Vård- och omsorgsnämnden   | M          | Helena Koch      | KD                     | Anders Tholerud        | S                     | Ingela Larsen         |

Källa:

## Ekonomi och infrastruktur

### Näringsliv
Tidigare dominerades det lokala näringslivet av kustnäringar. Exempelvis var fisket områdets främsta näringsgren långt in på 1800-talet. Under 1900-talet blev dock näringslivet allt mer differentierat och turist-, handels- och servicenäringarna har en betydande roll. I början av 2020-talet dominerades arbetsmarknaden av små och medelstora företag, totalt cirka 2 000 stycken. Endast ett tiotal företag i kommunen hade fler än 30 anställda, men bland större företag hittades Camfil AB och Bomans Hotell & Restaurant AB i centralorten. Kommunen själv var dock den största arbetsgivaren med 961 anställda (2022).

### Infrastruktur

#### Transporter
Motorvägen E4 passerar genom kommunen strax utanför Vagnhärad. Restiden med tåg från Vagnhärad till Stockholm är drygt 45 minuter. Med bil tar det cirka 40 minuter. Avståndet från Trosa till Stockholm är 70 km, till Södertälje 38 km och till Nyköping 45 km. Bussförbindelser finns med Nyköping och Södertälje. 
Tåg förbinder Vagnhärad med Nyköping och Norrköping söderut, och Södertälje och Stockholm norrut.

## Befolkning

### Demografi

#### Befolkningsutveckling
Kommunen har 14 888 invånare (31 mars 2025), vilket placerar den på 159:e plats avseende folkmängd bland Sveriges kommuner. Trosa kommun var 2020 den kommun i hela landet som hade störst befolkningsökning sett till andel av  folkmängden. Trosas befolkning ökade med 562 personer, vilket motsvarade 4,2 procent, under 2020.
| Befolkningsutvecklingen i Trosa kommun 1995–2020 | Befolkningsutvecklingen i Trosa kommun 1995–2020 | Befolkningsutvecklingen i Trosa kommun 1995–2020 | Befolkningsutvecklingen i Trosa kommun 1995–2020 | Befolkningsutvecklingen i Trosa kommun 1995–2020 |
| ------------------------------------------------ | ------------------------------------------------ | ------------------------------------------------ | ------------------------------------------------ | ------------------------------------------------ |
|                                                  |                                                  |                                                  |                                                  |                                                  |
| År                                               |                                                  |                                                  | Folkmängd                                        |                                                  |
| 1995                                             | 1995                                             |                                                  | 10 050                                           |                                                  |
| 2000                                             | 2000                                             |                                                  | 10 197                                           |                                                  |
| 2005                                             | 2005                                             |                                                  | 10 831                                           |                                                  |
| 2010                                             | 2010                                             |                                                  | 11 462                                           |                                                  |
| 2015                                             | 2015                                             |                                                  | 12 078                                           |                                                  |
| 2020                                             | 2020                                             |                                                  | 14 309                                           |                                                  |

## Kultur

### Kulturarv
Området som utgör kommunen har ett rikt kulturarv, bland dessa ett stort antal runstenar. Som exempel kan nämnas Trosa bro runskrift och runhällen i Björke. Vidare finns boplatser och gamla gravplats som vittnar om de människor som bott i området sedan stenåldern.
Fram till 1911 anordnades årligen en marknad i Trosa. År 1959 återupptogs den gamla traditionen genom Trosa marknad.

### Kommunvapen
Blasonering: I blått fält en roddbåt med två par åror av guld och däröver en bildad måne av silver.
Vapnet fastställdes 1934 för Trosa stad och går tillbaka på ett sigill från 1600-talet. Båten anses syfta på strömmingsfiske. När Trosa år 1974 uppgick i Nyköpings kommun kom vapnet ur bruk. När nya Trosa kommun bildades 1992 registrerade det gamla stadsvapnet hos PRV för den nya kommunen. Även det i kommunen ingående Vagnhärad hade åren 1955–1973 ett vapen.